# Аннона
Аннона (лат. Annona) — антична богиня врожаю.
Її зображували з рогом достатку в одній руці та з китицею колосків у другій.

## Література

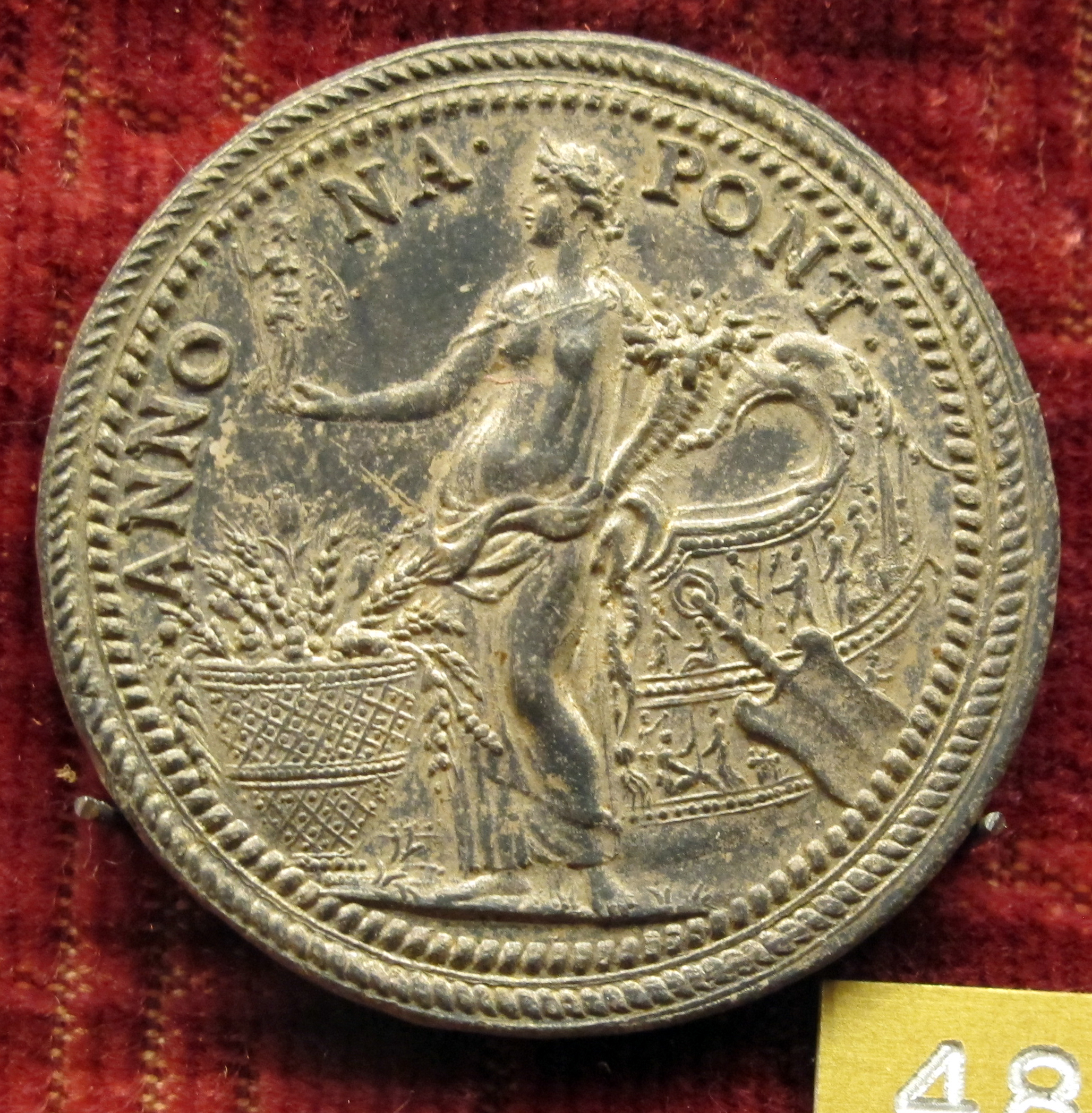
Зображення Аннони на медалі Папи Римського Григорія XIII (1583)